# Ramón Asensio Mas
Ramón Asensio Más (Crevillente, Alicante; 1878-Madrid; 1917) fue un periodista y dramaturgo español.

## Biografía
Nacido en 1878 en Crevillente, se trasladó a Madrid, donde trabajó como periodista y escribiendo obras de teatro. Fue autor de más de ochenta obras, entre zarzuelas, operetas, vodeviles y comedias, muchas de ellas escritas en colaboración.
Sus primeras obras teatrales habría sido desatendidas por los empresarios. Con Fernández Shaw estrenó, al cabo, El tirador de palomas (1902) y luego otras propias del todo, logrando entrada en los teatros y alcanzando su mayor triunfo, que le sacó de apuros, con El puñao de rosas, compuesto con Arniches y estrenado el mismo año. Desde entonces estrenó de setenta a ochenta actos, los más hechos en colaboración. Más adelante fue, con Cadenas, empresario del Teatro Eslava y del Teatro Reina Victoria, que edificaron con el propósito de ensanchar el negocio de los arreglos que venían haciendo de operetas austriacas, tan gustadas por el público ligero y hambriento de alimentos verdes, vistosos y musiqueros. Ambos introdujeron el género en España y con él, en opinión de Cejador, la desgana del público por otras obras más serias y españolas. Estuvo casado con la tiple Julia Mesa. Descrito como un autor del género chico y género ínfimo, su obra La prosa de la vida fue descrita como una «comedia de fina observación, estilo expresivo, ligero y realismo tan verdadero como de quien lo ha vivido y es un trasunto de sus pasadas penalidades en la carrera teatral». Falleció en 1917.

## Obras
- La afrancesada
- El genio de Velázquez
- Lluvia menuda
- La noche de las hogueras
- La noche del Pilar
- Poca pena
- Recuerdos del tiempo viejo
- La Romerito
- El trust de las mujeres
- El puñao de rosas (con Carlos Arniches)
- El capricho de las damas (con Ricardo Blasco y José Juan Cadenas)
- El tirador de palomas (con Enrique Fernández Gutiérrez-Roig y Carlos Fernández-Shaw)
- El bueno de Guzmán (con Enrique García Álvarez)
- La edad de hierro (con Enrique García Álvarez)
- El dios del éxito (con Joaquín González Pastor)
- Tropa ligera (con José Jackson Veyan)
- La misa del gallo (con Luis Mariano de Larra)
- Las romanas caprichosas (con José López Silva)
- El pelotón de los torpes (con Anastasio Melantuche y Antonio Paso y Cano)
- La antorcha de Himeno (con Francisco de Torres)